# Сомбреро
Сомбреро (шп. sombrero што значи шешир) на српском језику подразумева препознатљив шешир пореклом из Мексика и Филипина. Реч је изведена из речи sombra, што значи сенка. Иако је подразумевао све врсте шешира, сматра се да су Каубоји значење речи пренели само на ову посебну врсту шешира.
Данас је сомбреро заштитни знак мексичких музичара познатијих као Маријачи, а уобичајено се, осим у Мексику, носи и по целој Јужној Америци и Шпанији. У Мексику се шешири за сиромашније слојеве праве махом од сламе или палминих влакана, док се сомбрера за богатије слојеве и господу праве од најфинијег филца, с додатним украсима, као што су траке на ободу. Дизајн сомбрера је врло разнолик, па се ови шешири налазе у многим бојама, шарама и с различитим украсима.

## Настанак
Не зна се тачно када је настао овај препознатљив шешир веома широког обода широк некад и до 60 cm са округластим обликом у делу који се ставља на главу. У неким изворима помиње се да су овакву врсту шешира носили монголски коњаници још у 13. веку. Међутим, није искључено да је овај шешир настао много раније, с обзиром на велике врућине које су одувек владале у крајевима где се он вековима носи.

## Утицаји различитих култура
Каубоји из Тексаса су прихватили сомбреро из Шпаније који је имао раван обод и широки оруб. Такве шешире су називали и Поблано (Poblano) шешири.
Мексичка варијанта сомбрера се од шпанског сомбрера разликовала по томе што је имала још шири обод и додат је конични део на средини шешира, како би се шешир боље учврстио на глави. Овакве шешире су носили мексикански музичари Маријачији и коњаници Чарији. Иако су најчешће имали повез испод браде, шешири су били велики, тешки и незграпни за ношење при раду на ранчу.
На америчком Дивљем западу, сомбреро је имао високи конични или цилиндрични врх са украсима израђеним од плиша.
Због мексичког утицаја на становнике Филипина преко шпанских теретних бродова који су Тихим океаном саобраћали између Мексика и Филипина, сомбреро је стигао и до Филипљана. Термин се асимиловао у облик сумбреро, под којим се данас подразумевају све врсте капа, од мексичких сомбрера до качкета за бејзбол.

## Занимљивости
- Спирална галаксија М104 у сазвежђу Девица позната је под називом Сомбреро галаксија због свог облика који подсећа на овај шешир.
- Најсеверније острво Малих Антила које припада групи острва Ангвила, назива се Острво капа или Сомбреро.
- Велики спортски стадион Tampa Stadium на Флориди због свог облика је познатији под називом Велики сомбреро.
- Најчувенији пљачкаш са Дивљег запада, легендарни Били Кид, стално је носио свој сомбреро шешир украшен зеленом траком.[6]
- Стрипови у Југославији су у неке пустоловине називале по сомбреру, као што је стрип јунака Мака Корда у епиозоди Црвени сомбреро[7], Велики Блек у стрипу Црни сомбреро[8] и Панчо Гонзалез у Златном сомбреру[9].
- Папа Бенедикт XVI током посете Мексику у марту 2012. године, носио је на глави црно-бели сомбреро.[10]